# Vis Pesaro dal 1898
La Vis Pesaro dal 1898 S.r.l., meglio nota come Vis Pesaro, è una società calcistica italiana con sede nella città di Pesaro. Milita in Serie C, la terza divisione del campionato italiano.
Rifondata nel 2006 come Associazione Sportiva Dilettantistica Nuova Vis Pesaro 2006, è erede e continuatrice della tradizione sportiva iniziata nel 1898 con la fondazione della Vis Sauro Pesaro e incorsa in due fallimenti societari nel 1993 e nel 2006.
Maggiore squadra di calcio della città di appartenenza e tra le più antiche d'Italia, la Vis vanta quale maggior risultato della propria storia una trentina di partecipazioni al terzo livello del campionato italiano di calcio, senza però aver mai raggiunto la Serie B o la Serie A a girone unico.

## Storia

### Dalla fondazione agli anni sessanta
Il primo nome adottato, alla fondazione nel 1898, fu Vis Sauro Pesaro, ma in seguito cambiò denominazione in Vis Pesaro, grazie ai successi avuti con il calcio. Essa fu, inizialmente, una polisportiva che si occupava degli sport più vari come il pallone col bracciale, il nuoto, l'atletica e, dal 1906, il calcio.
Il primo campionato calcistico fu disputato nel 1912 a livello regionale. La prima partita fu disputata contro l'Alma Juventus Fano sul terreno del "Campo di Marte" di Soria, che delineò una rivalità mai sopita tra le due squadre e cittadine che sfocerà nei classici derby della marca pesarese.
Negli anni seguenti la Vis Pesaro approdò in Serie D e Serie C, giocando le partite casalinghe sul terreno di Baia Flaminia fino al 1927, anno della costruzione dello stadio comunale "Tonino Benelli", in onore al motociclista pesarese, morto durante una gara. Esso fu edificato dall'imprenditore edile e presidente vissino Romolo Rifelli. Da sottolineare che lo stadio fu inizialmente concepito anche come velodromo, grazie all'anello che circondava il rettangolo di gioco.
La società partecipò a vari campionati interregionali e di Serie C, alternando promozioni a retrocessioni. Il presidente bolognese Adelmo Bolelli, tra gli anni cinquanta e sessanta, non ebbe l'appoggio di alcun imprenditore pesarese e finì per lasciare l'incarico a causa di problemi finanziari. Un altro vulcanico presidente fu il magistrato Maurizio Marini (ricordato per aver colpito con un'ombrellata un arbitro in un incontro Vis Pesaro-Rimini del marzo 1947).
Nel 1958-1959 la Vis di Bolelli allenata da Mario Mosconi e Adriano Zecca vinse il campionato di Interregionale girone D (con conseguente promozione in Serie C).

### Dagli anni sessanta agli anni duemila

Vis Pesaro 1969-1970

Gli anni sessanta furono caratterizzati dalla solita alternanza di campionati in Serie C e Serie D.
Nel 1960-1961 (Serie C, girone B) la squadra allenata successivamente da Umberto Zanolla, Giuseppe Farina, Gyula Lelovics e Armando Gasperotto subì però l'onta della retrocessione in Serie D.
Gli anni di particolare splendore per la Vis Pesaro, sotto la presidenza di Mario Giorgi, furono dal 1968 al 1970 quando allenata da Becchetti, sfiorò la promozione in Serie B; ma fu sconfitta per 1-0 nel derby dalla capolista Sambenedettese, che la precedeva di un punto in classifica.
Di lì a poco con il cambio di presidenza, arrivò anche un periodo di declino, la squadra fu affidata a Volturno Diotallevi e poi a Luigi Soffrido nei primi anni settanta con la retrocessione in Serie D.
Il culmine dell'oblio si toccò nel 1984 dove la Vis perse lo spareggio con la Monturanese valido per l'Interregionale: la partita si giocò al Dorico di Ancona e venne vinta dai biancoazzurri per 6-5 ai rigori.

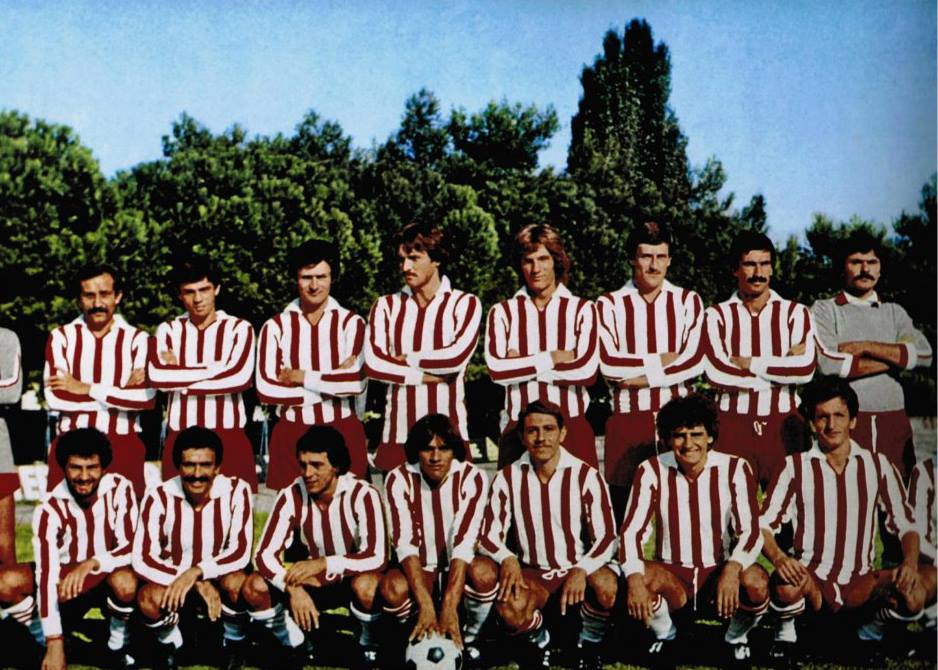
Vis Pesaro 1977-1978

Dopo anni bui il pubblico e l'interesse intorno alla Vis cominciò a crescere sfiorando picchi di 4000 presenze a domenica al "Benelli", soprattutto negli anni tra il 1986 ed il 1989, quando a Pesaro arrivò l'allenatore Walter Nicoletti che dalla Serie D portò i biancorossi in Serie C1, vincendo due campionati di fila (da ricordare la vittoria contro la Ternana al Benelli che valse la promozione in C1), e sfiorando nella terza stagione i play-off e la possibile promozione in Serie B. Nelle file biancorosse giocavano giocatori del calibro di Marco Nappi, Andrea Tentoni, Renato Olive, Luca Pazzaglia e Chiaiese che aveva fatto parte del Napoli di Maradona, che fecero sognare i tifosi pesaresi.
Il presidente di quegli anni fu Ermanno Ferri, che lasciato però solo dalle forze imprenditoriali pesaresi non poté dare continuità ad un progetto vincente.
In seguito l'interesse scema, il gioco latita e la società si accontenta spesso di campionati anonimi oscillando tra Serie C1 e Serie C2.
Nuovo entusiasmo lo porta l'indimenticato allenatore Guido Attardi che nella stagione 1991-92 centra la promozione in C1 ma viene poi esonerato l'anno successivo a campionato in corso.
Nel 1993 arriva il primo fallimento: nonostante la salvezza raggiunta in C1, la dirigenza pesarese capeggiata da imprenditori di spessore come Berloni e Scavolini, decise di cedere la società a Fulvio Diamantini, imprenditore forestiero. La società venne esclusa dal campionato per inadempienze economiche e dovette ripartire dalla Serie D.

Vis Pesaro 1986-1987

Da quelle macerie rinacque la Vis Pesaro 1898 S.r.l. che nella stagione 1993-1994 tornò in Serie C in maniera rocambolesca. Al Benelli di Pesaro arrivò la Fermana capolista per uno spareggio-promozione segnato da un giallo finale. Al 95' sullo 0-0 avvenne l'occasione che cambiò la partita, quando Montingelli attaccante della Vis, segnò la rete decisiva con un colpo di mano alla Maradona non visto né dall'arbitro Zaltron di Bassano del Grappa, né dal guardalinee (che si trovava in posizione più favorevole), ma rilevato bene poi da tutte le immagini TV. In precedenza Zaltron aveva annullato alla Fermana il gol del vantaggio, che poi dalle immagini televisive parve regolarissimo. Questo risultato di 1-0 consentì alla Vis di salire a -1 dalla capolista Fermana che perse il campionato in modo ancora rocambolesco due giornate dopo (ultima di campionato) a San Marino dove, in vantaggio, fu raggiunta sul pareggio quando mancavano 8 minuti al termine, risultato che consegnò il primato ai pesaresi. Anche in questo caso sul banco degli imputati l'arbitro, il viareggino Linfatici, che annullò alla Fermana il gol dello 0-2, che poi in TV apparve regolarissimo.
Dopo alcune stagioni in Serie C2 si presenta come presidente Rosettano Navarra, imprenditore ciociaro del settore ecologico, che però non riesce a conquistare la Serie C1 nonostante un buon organico guidato da Giovanni Pagliari. Nel campionato 1998-1999 la corsa della Vis arriva fino ai play-off, dove viene eliminata dalla Triestina (l'andata a Pesaro termina 2-2, il ritorno a Trieste 2-1 per gli alabardati). Lo stesso Navarra, stanco del giocattolo, decise quindi di cedere la società.

### Gli anni duemila
A partire dal campionato di Serie C2 1999-2000, la società venne rilevata in extremis dall'imprenditore locale Giuseppe Bruscoli: nonostante all'inizio del ritiro fossero presenti solo sette giocatori in rosa, il ds Graziani costruì con grande abilità una rosa competitiva, che venne affidata all'emergente Daniele Arrigoni. I biancorossi chiusero la stagione regolare al quarto posto, qualificandosi per i play-off: spareggi ai quali eliminarono prima la Triestina e poi il Rimini, in una finale secca disputatasi ad Arezzo, guadagnando quindi la promozione in Serie C1 dopo sette anni. La finale venne decisa da un gol di capitan Armando Ortoli al 67', per la gioia dei circa 4000 tifosi pesaresi presenti.
Durante quella stessa stagione, nelle prime ore del 2 novembre 1999 muore all'età di 24 anni in un incidente stradale il centrocampista Christian Zanvettor.
In Serie C1 la Vis venne collocata in un girone meridionale pieno di nobili decadute (Palermo, Messina, Catania, Napoli), ed ottenne la salvezza per quattro anni di fila: i primi tre anni direttamente al termine della stagione regolare, il quarto (stagione 2003-2004) ai play-out contro il Paternò, vinti con non poca fatica per 2-1 al Benelli (grazie ad una doppietta di Ferraro), dopo lo 0-0 in terra siciliana. La stagione seguente fu disastrosa, con scioperi per mancati pagamenti e scarsi risultati sportivi, che portarono alla retrocessione diretta in Serie C2 dei biancorossi.
In questi anni in Serie C1 si susseguirono diversi allenatori: Sala, Dal Fiume, Fabbri, la coppia Nemo-Mazzoli e per ultimi Lorenzini e Piccioni.
La Vis Pesaro 1898 passò dalla presidenza Bruscoli a quella del binomio Viviani-Piccioni (allenatore) ma nell'estate del 2005 venne esclusa dal campionato per non aver presentato nessuna documentazione relativa ai pagamenti, catapultando nuovamente la società nel dilettantismo. Nonostante ciò Viviani e Piccioni rimasero al loro posto continuando ad accumulare debiti.
Nella stagione 2005-2006 i biancorossi debbono quindi disputare la stagione nel purgatorio della Promozione marchigiana (girone A), palcoscenico inusuale per una compagine che ha militato per decenni fra i professionisti. Nell'annata più buia che il calcio pesarese abbia mai conosciuto, dove l'amministrazione comunale negò persino il campo di gioco alla società per i mancati pagamenti, la Vis Pesaro 1898 andò ai play-out contro l'Ostra e retrocedette dopo aver perso per ben 4-1 in casa e poi vinto inutilmente 1-0 in terra anconetana. Il fallimento non arrivava ed il sindaco ventilava l'ipotesi di costruire una seconda squadra cittadina.
A salvare i pesaresi dalla Prima Categoria è proprio il fallimento della Vis Pesaro 1898 decretato il 24 luglio 2006 dopo una serie di perquisizioni e di sequestri di documentazione che portarono alla bancarotta fraudolenta (1,5 milioni con l'erario, 3,7 milioni il totale).
Ci furono estenuanti trattative per una fusione tra le macerie della Vis Pesaro (il sindaco riuscì a trattenere il settore giovanile vissino iscrivendolo ad un campionato juniores sotto il nome di F.C. Pesaro) e il Villa 95 oppure con il Real Montecchio, ma queste ipotesi non andarono a buon fine. Venne così fondata una nuova società, attraverso l'acquisizione dei diritti di partecipazione al Campionato di Promozione dalla società dell'Usi Urbinelli, basata a Borgo Santa Maria, che si estinse per lasciare spazio alla nuova società, l' "Associazione Sportiva Dilettantistica Nuova Vis Pesaro 2006" che aveva come presidente Lorenzo Rossi.
Nel campionato di Promozione 2006-2007, la Nuova Vis Pesaro, dopo un avvio stentato, culminato con l'esonero dell'allenatore Fontana, viene affidata a Severini e si classifica terza alle spalle di Osimana ed Urbania Calcio.
Dopo aver vinto anche la prima edizione della Coppa Marche di categoria contro la Cuprense (altra finalista del girone B), la squadra pesarese vinse i play-off nella finale sul neutro di Urbino contro l'Urbania Calcio (3-2), accedendo così al Campionato marchigiano di Eccellenza.
Nella stagione 2007-2008 la squadra partiva per fare un campionato di vertice ed invece si è trovata clamorosamente invischiata nei bassifondi fino a retrocedere in Promozione dopo la sconfitta nei play-out giocato contro la Monturanese.
Durante gli otto mesi della stagione 2007-2008 si susseguono tre presidenti: Lorenzo Rossi, Marco Zanotti e Fulvio Urbinelli; sostituiti 4 allenatori: Fulgini, Gianluca De Angelis, Carlo Casadei e nelle ultime partite Maurizio Renzi, in carica come allenatore della Juniores vissina; tesserati 49 giocatori; oltre ad alternare cariche e incarichi di passaggio con figure come direttore generale, team manager, amministratore delegato, psicologo.
Nell'estate del 2008, la Vis Pesaro si unisce al Villa Pesaro, squadra del quartiere di Villa Ceccolini che milita in Promozione, dando vita ad una nuova società: l'A.S.D. Futbol Pesaro 1898. Essa ha come obiettivo il rilancio del calcio pesarese, unendo le forze imprenditoriali in un consorzio. Ma la scomparsa del marchio storico, sebbene temporaneo, ha creato molti malumori nei tifosi pesaresi.
Il 31 maggio 2009, superando il Montegiorgio per 1-0 (rete del pesarese Thomas Paoli al 2') nella finale play-off regionale del campionato di Promozione, l'A.S.D. Futbol Pesaro 1898 conquista la promozione al campionato di Eccellenza.
Come promesso dalla società a inizio stagione, al primo salto di categoria sarebbe ritornato lo storico nome, promessa mantenuta e, nella stagione 2009-2010, scenderà in campo l'A.S.D. Vis Pesaro 1898.
Nella stagione 2009-2010 la Vis, guidata da Massimo Scardovi, si rende protagonista di un campionato dai due volti: ad un girone d'andata di ottimo livello, caratterizzato inoltre dai successi in casa di Samb e Fermana, fa seguito un girone di ritorno nel quale non ottiene nemmeno una vittoria (undici pareggi e otto sconfitte) e raggiunge la salvezza matematica solo all'ultima giornata, pareggiando 0-0 al Benelli contro la Castelfrettese. A guidare la squadra, nelle ultime tre giornate, è Giorgio Clementoni, subentrato all'esonerato Scardovi.

### Gli anni duemiladieci
La stagione 2010-2011 vede la Vis stazionare praticamente per tutta la stagione al limite della zona play-off che raggiunge con il quinto posto finale. I biancorossi, guidati da Simone Pazzaglia, entrano dunque ai play-off regionali da sfavoriti ma riescono nell'impresa di eliminare la Fermana (2-0 al Benelli; 1-1 al Recchioni) che era giunta 24 punti più avanti in classifica. Nella finale il Tolentino viene sconfitto 1-0 (gol di Bellucci) e così la Vis può tornare a giocare una partita interregionale 6 anni dopo il fallimento. L'avversario nei play-off nazionali è il Massa Lombarda. L'andata della partita Vis Pesaro-Massa Lombarda viene giocata allo stadio Benelli di Pesaro il 29 maggio 2011, e si conclude con la vittoria della Vis Pesaro per 2-1. Il ritorno viene giocato invece il 5 giugno 2011, in terra emiliana. A poco meno di 10 minuti dalla fine, la Vis stava perdendo 1-0 ed era virtualmente fuori dagli spareggi, in virtù del gol segnato in trasferta dal Massa Lombarda nella partita di andata, ma a pochi minuti dalla fine il giocatore vissino Vicini mette la palla in rete, riuscendo così a pareggiare il risultato e portando la Vis Pesaro nella finale degli spareggi interregionali, valida per la qualificazione in Serie D. L'ultimo avversario della Vis Pesaro della stagione 2010-2011 è il Pisa Sporting Club, seconda squadra della città toscana, che viene liquidato al Benelli 3-1 (doppietta di Bellucci e gol di Zonghetti) dopo lo 0-0 in terra toscana. La Vis Pesaro può così brindare al ritorno in Serie D. Nel campionato interregionale la squadra biancorossa viene inserita nel gruppo F, composto da squadre marchigiane, romagnole, abruzzesi e molisane; dopo un buon girone d'andata la squadra ottiene risultati peggiori in quello di ritorno e, dopo un cambio in panchina, la squadra ottiene la salvezza alla fine del campionato.
Il torneo 2012-2013 è il migliore del decennio per la squadra biancorossa, guidata da Giuseppe Magi: la Vis conclude la stagione al quinto posto e si qualifica per i play-off, dove supera 2-1 il Termoli in semifinale ma deve arrendersi per 4-1 alla Maceratese in finale. Anche la stagione successiva viene ricordata per gli ottimi risultati conseguiti, nonostante una rosa infarcita di giovani: la Vis chiude infatti il campionato al sesto posto e si tiene per tutta l'annata al largo della zona retrocessione.
Ben più difficile è il campionato 2014-2015: questa volta i giovani non bastano e la squadra staziona sempre nei bassifondi della classifica nonostante il cambio di ben 3 allenatori (Possanzini, Bonvini, Ceccarini). La Vis chiude penultima e retrocede direttamente in Eccellenza.
Il 1º settembre 2015 viene ufficializzato il ripescaggio in Serie D, campionato a cui quindi la Vis parteciperà per il quinto anno consecutivo. Alla guida dei biancorossi c'è Simone Pazzaglia, già in panchina nelle stagioni 2010-2011 e 2011-2012. Alla fine del girone di andata, con la squadra terzultima, Pazzaglia viene esonerato e gli subentra Daniele Amaolo. Sotto la guida di Amaolo, la Vis conquista 28 punti nel girone di ritorno, ottenendo la salvezza diretta con un turno di anticipo e chiudendo undicesima in campionato.
Nella stagione 2016-2017 la Vis viene affidata a mister David Sassarini, tecnico ligure che, con il suo gioco arioso basato principalmente su possesso e azioni palla a terra, conduce la squadra biancorossa ai play-off da quarta classificata. Agli spareggi, la Vis vince prima la semifinale 1-0 a L'Aquila contro il San Nicolò (gol di Rocco Costantino) e poi pareggia 1-1 al Benelli con l'Olympia Agnonese (sempre con gol di Costantino), vincendo di fatto la finale grazie alla miglior posizione finale in classifica. In estate la società decide di rinunciare alle ambizioni di ripescaggio in Lega Pro, principalmente a causa dell'onerosa tassa richiesta dalla FIGC.
Successivamente, le strade di Vis e Sassarini si separano: per guidare la squadra biancorossa viene scelto un altro allenatore ligure, Giancarlo Riolfo. La Vis gioca un campionato di vertice, che la vede alternarsi a più riprese in prima posizione con il Matelica: all'ultima giornata, il 6 maggio 2018, battendo il Castelfidardo per 4-2 effettua un rocambolesco sorpasso sulla squadra maceratese tornando dopo 13 anni in Serie C.
Dal successivo 1º luglio, poi, con il passaggio nei professionisti, la società prende il nome di Vis Pesaro dal 1898 S.r.l. e diventa partner tecnico, ufficiosamente seconda squadra, della Sampdoria, prelevando diversi giocatori in prestito dalla squadra blucerchiata. La guida tecnica della squadra viene affidata a Leonardo Colucci. Nel girone d'andata la Vis si distingue come una delle rivelazioni del campionato, chiudendo al quarto posto con 29 punti. Di diverso tenore il girone di ritorno, durante il quale la squadra raccoglie appena 13 punti: ciò non pregiudica però l'obiettivo di inizio stagione, ovvero la salvezza, che viene raggiunta con una giornata di anticipo rispetto alla chiusura della stagione regolare.

## Colori e simboli

### Stemma
Lo stemma storico della Vis Pesaro è costituito da uno scudetto partito di rosso e bianco, chiuso superiormente da un capo rosso contenente la denominazione sociale e recante in posizione centrale un pallone da calcio. È altresì segnalato l'uso di un emblema circolare palato nelle due tinte istituzionali, con al centro la ragione sociale affiancata al disegno del pallone.
All'atto della rifondazione del 2006, la Nuova Vis Pesaro scelse di adottare semplicemente lo stemma araldico della città (d'azzurro alla rovere d'oro con i rami incrociantisi in decusse, attraversata nel tronco da due fedi di carnagione, manicate di rosso. disposte una su l'altra, e da un listello caricato del motto "Perpetua et firma fidelitas"; alla campagna inquartata di argento e di rosso) sormontato da un capo rosso recante l'epigrafe Vis Pesaro 1898.
Nel 2016 è infine subentrato un logotipo costituito da uno scudo bianco bordato di rosso, solcato da un'ampia V di colore rosso e smezzato da una fascia ricurva egualmente rossa, atta a contenere la ragione sociale; completano l'insieme l'anno di fondazione (collocato centralmente nel terzo superiore) e un pallone da calcio "vecchio stile" (in capo).

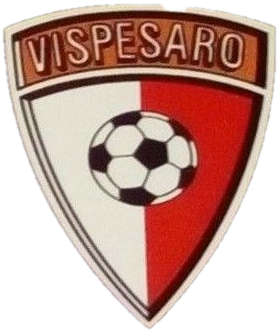
Una delle versioni dello stemma storico.
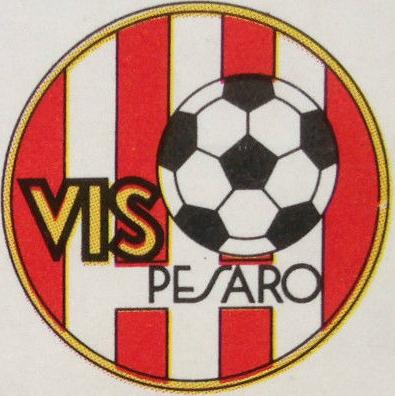
Logo circolare, segnalato tra gli anni 1970 e 1990.
Lo stemma adottato nel 2006 dalla Nuova Vis Pesaro.
Lo stemma adottato nel 2016.

## Strutture

### Stadio
La Vis Pesaro disputa le gare interne presso lo stadio Tonino Benelli della città di Pesaro.

## Società

### Organigramma societario
- Mauro Bosco - Presidente
- Guerrino Amadori - Amministratore delegato
- Vlado Borozan - Direttore generale
- Claudio Crespini - Direttore sportivo
- Silvia Canfora - Segretaria
- Alessandro Crespi - Resp. settore giovanile
- Maurizio Del Bene - Dir. sportivo settore giovanile
- Gianluca Francolini - Segretario settore giovanile
- Monia Giorgini - Segretaria amministrazione
- Luciano Bertuccioli - Resp. comunicazione stampa
- Enzo Pugliese - Resp. Marketing e commerciale
- Gianfranco Balsamini - SLO

## Allenatori e presidenti
Di seguito la cronologia degli allenatori e dei presidenti:
- 1907-1924 ...
- 1924-1926 Inattiva
- 1926-1930 ...
- 1930-1932 Inattiva
- 1932-1933 ...
- 1933-1935 Inattiva
- 1935-1938 ...
- 1938-1939  Ferenc Ecker
- 1939-1940  Ferenc Ecker (1ª-12ª)
 Serafino Aureli (13ª-27ª)
- 1940-1941  Carlo Balzani (1ª-12ª)
 Osvaldo Pagnini (13ª)
 Augusto Manzini (14ª-27ª)
- 1941-1943  Giordano Corsi
- 1943-1945 Inattiva
- 1945-1946  Armando Gasperotto
- 1946-1950  Giordano Corsi
- 1950-1951  Cinzio Scagliotti
- 1951-1952  Cinzio Scagliotti (1ª-10ª)
 Armando Gasperotto (11ª-34ª)
- 1952-1953  Bruno Bedosti (1ª-17ª)
 Dante Di Benedetti (18ª-30ª)
- 1953-1955  Dante Di Benedetti
- 1955-1957  Carlo Barbieri
- 1957-1958  Giordano Corsi (1ª-19ª)
 Volturno Diotallevi (20ª-28ª)
- 1958-1959  Mario Mosconi (1ª-5ª)
 Adriano Zecca (6ª-34ª)
- 1959-1960  Adriano Zecca
- 1960-1961  Umberto Zanolla (1ª-13ª)
 Giuseppe Farina (14ª-17ª)
 Gyula Lelovics (18ª-32ª)
 Armando Gasperotto (33ª-34ª)
- 1961-1962  Giovanni Landolfi
- 1962-1963  Mario Renosto
- 1963-1964  Mario Renosto (1ª-15ª)
 Gianni Seghedoni (16ª-34ª e spareggio)
- 1964-1965  Dino Pagliari
- 1965-1966  Giuliano Tagliasacchi
- 1966-1967  Giuliano Tagliasacchi (1ª-16ª)
 Alceo Silverii (17ª-34ª)
- 1967-1969  Angelo Becchetti
- 1969-1970  Angelo Becchetti (1ª-9ª)
 Ezio Pascutti (10ª-33ª)
 Angelo Becchetti (33ª-38ª)
- 1970-1971  Volturno Diotallevi (1ª-8ª)
 Luigi Soffrido (9ª-34ª)
- 1971-1972  Franco Panzieri (1ª-10ª)
 Giovanni Tombesi (11ª-34ª)
- 1972-1973  Italo Castellani
- 1973-1974  Vito Florio (1ª-29ª)
 Maurizio Arnetoli (30ª-34ª)
- 1974-1976  Angelo Becchetti
- 1976-1979  Giampaolo Landi
- 1979-1980  Enzo Gerardi
- 1980-1981  Terenzio Polverini (1ª-9ª)
 Angelo Becchetti (10ª-34ª)
- 1981-1982 ...
- 1982-1983  Franco Balsamini (1ª-3ª)
 Attilio Santarelli (4ª-23ª)
 Alberto Baldoni (24ª-30ª)
- 1983-1984  Bruno Cantone
- 1984-1985  Ricky Albertosi (1ª-8ª)
 Gastone Mazzanti (9ª-30ª)
- 1985-1989  Walter Nicoletti
- 1989-1990  Carlo Ripari (1ª-4ª)
 Aldo Sensibile (5ª-31ª)
 Giovanni Mei (32ª-34ª)
- 1990-1991  Giovanni Mei
- 1991-1992  Guido Attardi
- 1992-1993  Guido Attardi (1ª-8ª)
 Enrico Catuzzi (9ª-34ª)
- 1993-1994  Pierluigi Angeloni (1ª-20ª)
 Marco Alessandrini (21ª-34ª)
- 1994-1995  Marco Alessandrini
- 1995-1996  Franco Cresci
- 1996-1997  Dino Pagliari (1ª-9ª)
 Gabriele Ceccolini (10ª-28ª)
 Dino Pagliari (29ª-34ª)
- 1997-1998  Dino Pagliari
- 1998-1999  Giovanni Pagliari
- 1999-2001  Daniele Arrigoni
- 2001-2002  Patrizio Sala
 Paolo Dal Fiume
- 2002-2003  Paolo Dal Fiume
- 2003-2004  Mirco Fabbri
 Pieraldo Nemo
 Mirco Fabbri
- 2004-2005  Roberto Lorenzini
 Enrico Piccioni
 Agostino Iacobelli
- 2005-2006  Gabriele Consorti
 Enrico Cianci Pietroni
 Agostino Iacobelli
- 2006-2007  Stefano Fontana
 Maurizio Severini
- 2007-2008  Pierangelo Fulgini
 Gianluca De Angelis
 Carlo Casadei
 Maurizio Renzi
- 2008-2009  Fulvio Giovannetti
- 2009-2010  Massimo Scardovi (1ª-35ª)
 Giorgio Clementoni (36ª-38ª)
- 2010-2011  Simone Pazzaglia
- 2011-2012  Simone Pazzaglia (1ª-21ª)
 Ferruccio Bonvini (22ª-34ª)
- 2012-2014  Giuseppe Magi
- 2014-2015  Matteo Possanzini
 Ferruccio Bonvini
 Antonio Ceccarini
- 2015-2016  Simone Pazzaglia (1ª-17ª)
 Daniele Amaolo (18ª-34ª)
- 2016-2017  David Sassarini
- 2017-2018  Giancarlo Riolfo (1ª-26ª)
 Gianni D'Amore (27ª-34ª)
- 2018-2019  Leonardo Colucci
- 2019-2020  Simone Pavan (1ª-26ª)
 Giuseppe Galderisi (27ª)
- 2020-2021  Giuseppe Galderisi (1ª-8ª)
 Daniele Di Donato (9ª-38ª)
- 2021-2022  Marco Banchini
- 2022-2023  David Sassarini (1ª-17ª)
 Oscar Brevi (18ª-35ª)
 Simone Banchieri (36ª-38ª)
- 2023-2024  Simone Banchieri (1ª-34ª)
 Roberto Stellone (35ª-38ª e play-out)
- 2024-2025  Roberto Stellone (1ª-38ª e play-off)

- 1907-1924 ...
- 1924-1926 Inattiva
- 1926-1930 ...
- 1930-1932 Inattiva
- 1932-1933 ...
- 1933-1935 Inattiva
- 1935-1938 ...
- 1938-1940  Giovanni Severini
- 1940-1942  Claudio Cangiotti
- 1942-1943 ...
- 1943-1945 Inattiva
- 1945-1959 ...
- 1959-1961  Adelmo Bolelli
- 1961-1963 ...
- 1963-1964  Ferruccio Molinari
- 1964-1966 ...
- 1966-1969  Terenzio Cecchini
- 1969-1970  Mario Giorgi
- 1970-1978 ...
- 1978-1980  Marino Bellagamba,  Mario Nicolini e  Walter Scavolini
- 1980-1981  Terenzio Cecchini
- 1981-1986 ...
- 1986-1989  Ermanno Ferri
- 1989-1990  Pietro Mercandini
- 1990-1992  Eligio Palazzetti (amministratore delegato)
- 1992-1993  Fulvio Diamantini
- 1993-1994 ...
- 1994-1995  Aldo Manfredi
- 1995-1997  Alberto Clementoni
- 1997-1998  Franco Signoretti
- 1998-1999  Rosettano Navarra
- 1999-2002  Giuseppe Bruscoli
- 2002-2004  Gian Luca Bruscoli
- 2004-2005  Giuseppe Bruscoli
- 2005-2006  Carlo Viviani
- 2006-2007  Lorenzo Rossi
- 2007-2008  Lorenzo Rossi
 Marco Zanotti
 Fulvio Urbinelli
- 2008-2016  Claudio Pandolfi
- 2016-2017  Marco Ferri
- 2017-2018  Marco Ferri e  Roberto Bizzocchi
- 2018-2019  Marco Ferri
- 2019-  Mauro Bosco e  Marco Ferri

## Palmarès

### Competizioni interregionali
- Serie C2: 2

1986-1987 (girone C), 1991-1992 (girone B)
- Campionato Interregionale: 2

1958-1959 (girone D), 1985-1986 (girone F)
- Serie D: 3

1962-1963 (girone C), 1965-1966 (girone C), 2017-2018 (girone F)
- Campionato Nazionale Dilettanti: 1

1993-1994 (girone E)

### Competizioni regionali
- Campionato italiano di terza divisione: 1

1927-1928 (girone A)
- Promozione: 2

1972-1973, 1983-1984 (girone A)
- Prima Divisione: 1

1953-1954

### Altri piazzamenti
- Serie C:

Terzo posto: 1946-1947 (girone B), 1947-1948 (girone M)
- Serie C2:

Vittoria play-off: 1999-2000 (girone B)
- Serie D:

Secondo posto: 1961-1962 (girone C), 1977-1978 (girone D)
- Eccellenza:

Vittoria play-off e promozione: 2010-2011

## Statistiche e record

### Partecipazione ai campionati
Campionati nazionali
| Livello | Categoria                       | Partecipazioni | Debutto   | Ultima stagione | Totale |
| ------- | ------------------------------- | -------------- | --------- | --------------- | ------ |
| 3º      | Serie C                         | 22             | 1938-1939 | 2024-2025       | 30     |
| 3º      | Serie C1                        | 8              | 1987-1988 | 2004-2005       | 30     |
| 4º      | Promozione                      | 4              | 1948-1949 | 1951-1952       | 32     |
| 4º      | Campionato Interregionale       | 1              | 1958-1959 | 1958-1959       | 32     |
| 4º      | Serie D                         | 14             | 1961-1962 | 2017-2018       | 32     |
| 4º      | Serie C2                        | 13             | 1978-1979 | 1999-2000       | 32     |
| 5º      | Campionato Interregionale       | 4              | 1981-1982 | 1985-1986       | 8      |
| 5º      | Campionato Nazionale Dilettanti | 1              | 1993-1994 | 1993-1994       | 8      |
| 5º      | Serie D                         | 3              | 1978-1979 | 2013-2014       | 8      |

Campionati regionali
| Livello | Categoria  | Partecipazioni | Debutto   | Ultima stagione | Totale |
| ------- | ---------- | -------------- | --------- | --------------- | ------ |
| I       | Promozione | 5              | 1952-1953 | 1983-1984       | 8      |
| I       | Eccellenza | 3              | 2007-2008 | 2010-2011       | 8      |
| II      | Promozione | 3              | 2005-2006 | 2008-2009       | 3      |

### Partecipazione alle coppe
| Competizione                    | Partecipazioni | Debutto   | Ultima stagione | Totale |
| ------------------------------- | -------------- | --------- | --------------- | ------ |
| Coppa Italia                    | 3              | 1938-1939 | 1940-1941       | 3      |
| Coppa Italia Serie C            | 23             | 1986-1987 | 2023-2024       | 26     |
| Coppa Italia Semiprofessionisti | 3              | 1978-1979 | 1980-1981       | 26     |
| Coppa Italia Serie D            | 7              | 2011-2012 | 2017-2018       | 7      |
| Poule Scudetto                  | 2              | 1993-1994 | 2017-2018       | 2      |

## Tifoseria
Nel 1979, un gruppo di ragazzi pesaresi, di età tra i quindici e diciotto anni, tifosi della Vis Pesaro, fonda i Vis Boys. Il primo gruppo ultras a Pesaro nasce nel 1975 e si chiamava Inferno Biancorosso. Nel 2012 gli IBR si sciolgono, i Vis Boys qualche anno prima. Nonostante la Vis navigasse in categorie basse del calcio minore, vennero fondati nuovi gruppi mantenendo la tradizione, pur con un cambio generazionale importante che è tutt’ora in atto. Questi i nomi dei gruppi stabili del tifo organizzato pesarese nel 2020: Pesaro Ultras 1898, Vecchia Guardia 79, Gioventù Pesaro, Porto Pesaro 1982, Antico Baluardo.

### Gemellaggi e rivalità
La tifoseria pesarese è gemellata con quella della Pistoiese dal 1992 . 
Ex gemellaggio con il Settembre Bianconero Ascoli (oggi grande amicizia).  
Rivalità con Fano, Rimini, Ancona, Sambenedettese, Ternana, Lucchese, Carrarese, Fermana.

## Organico

### Rosa 2025-2026
Aggiornata al 13 agosto 2025.
| N. |                      | Ruolo | Calciatore                 |
| -- | -------------------- | ----- | -------------------------- |
|    | Italia (bandiera)    | P     | Daniel Fratti              |
|    | Italia (bandiera)    | P     | Alessandro Guarnone        |
|    | Italia (bandiera)    | P     | Michael Munari             |
|    | Italia (bandiera)    | P     | Alessio Pozzi              |
|    | Italia (bandiera)    | P     | Ludovico Tatò              |
|    | Italia (bandiera)    | D     | Federico Borro             |
|    | Italia (bandiera)    | D     | Davide Bove                |
|    | Italia (bandiera)    | D     | Mirco Ceccacci             |
|    | Italia (bandiera)    | D     | Giovanni Di Renzo          |
|    | Italia (bandiera)    | D     | Sebastiano Ebano           |
|    | Italia (bandiera)    | D     | Andrea Primasso            |
|    | Italia (bandiera)    | D     | Denis Tonucci              |
|    | Italia (bandiera)    | D     | Umberto Volpe              |
|    | Italia (bandiera)    | D     | Riccardo Zoia              |
|    | Italia (bandiera)    | C     | Nicolò Berengo             |
|    | Italia (bandiera)    | C     | Francesco D'Anna           |
|    | Italia (bandiera)    | C     | Manuel Di Paola (capitano) |
|    | Australia (bandiera) | C     | Massimo Forte              |
|    | Italia (bandiera)    | C     | Leonardo Franchetti Rosada |

| N. |                      | Ruolo | Calciatore          |
| -- | -------------------- | ----- | ------------------- |
|    | Italia (bandiera)    | C     | Edoardo Mariani     |
|    | Italia (bandiera)    | C     | Christian Nina      |
|    | Italia (bandiera)    | C     | Luca Paganini       |
|    | Italia (bandiera)    | C     | Jacopo Sala         |
|    | Italia (bandiera)    | C     | Giulio Simi         |
|    | Italia (bandiera)    | C     | Matteo Ventoruzzo   |
|    | Argentina (bandiera) | C     | Franco Vezzoni      |
|    | Italia (bandiera)    | A     | Simone Ascione      |
|    | Lettonia (bandiera)  | A     | Roberts Bočs        |
|    | Italia (bandiera)    | A     | Giulio Camarlinghi  |
|    | Italia (bandiera)    | A     | Simone Consalvi     |
|    | Italia (bandiera)    | A     | Giovanni Gambino    |
|    | Gambia (bandiera)    | A     | Sulayman Jallow     |
|    | Argentina (bandiera) | A     | Juan Ignacio Molina |
|    | Italia (bandiera)    | A     | Francesco Nicastro  |
|    | Italia (bandiera)    | A     | Manuel Pucciarelli  |
|    | Italia (bandiera)    | A     | Antonio Rizzo       |
|    | Italia (bandiera)    | A     | Davide Pio Stabile  |

### Staff tecnico
- Roberto Stellone - Allenatore
- Andrea Gennari - Vice allenatore
- Francesco Renzoni - Collaboratore tecnico
- Luca Gentili - Preparatore dei portieri
- Marco Giovannelli - Preparatore atletico
- Carmelo Merenda - Match analyst
- Giovanni Cesaroni - Match analyst
- Moreno Fusco - Fisioterapista
- Matteo Mantoni - Data analyst GPS
- Mauro Pasquali - Responsabile sanitario
- Salvatore Maviglia - Medico sociale
- Andrea Diotalevi - Team manager